# Pretória
Ne doit pas être confondu avec Pretoria.
Pretória, en grec moderne : Πραιτώρια, est un village du dème d'Archánes-Asteroússia, dans le district régional de Héraklion, de la Crète, en Grèce. Selon le recensement de 2011, la population de Pretória compte 191 habitants.
Le village est situé à une altitude de 240 mètres et à une distance de 45 km de Héraklion.

## Recensements de la population
| Recensements | 1900 | 1920 | 1928 | 1940 | 1951 | 1961 | 1971 | 1981 | 1991 | 2001 | 2011 |
| ------------ | ---- | ---- | ---- | ---- | ---- | ---- | ---- | ---- | ---- | ---- | ---- |
| Population   | 102  | 177  | 191  | 208  | 234  | 274  | 263  | 237  | 275  | 197  | 191  |